# Adelheid von Tübingen (um 1152)
Gräfin Adelheid von Tübingen (um 1152) stammte aus dem Hause der Pfalzgrafen von Tübingen.

## Familie
Sie war das jüngste Kind von Hugo I. (= Hugo V. von Nagold, † um 1152), der kurz vor 1146 von den Staufern zum Pfalzgrafen von Tübingen erhoben worden war, und Hemma von Zollern, einer Tochter des Grafen Friedrich I. von Zollern. Sie war mit dem Grafen Konrad von Dachau verheiratet, der einer mächtigen Nebenlinie des Hauses Scheyern-Wittelsbach entstammte und die Titular-Herzogwürde von Meranien, einem Herzogtum im dalmatinisch-kroatischen Gebiet, innehatte.
Ihre Geschwister waren:
- Friedrich, Pfalzgraf von Tübingen 1152–1162[3]
- Hugo II. (1115–1182), Pfalzgraf von Tübingen 1152–1182, ⚭ Gräfin Elisabeth von Bregenz, Erbin von Bregenz, Montfort und Sigmaringen, Tochter von Graf Rudolf von Bregenz
- Heinrich von Tübingen (* um 1118; † 7. April 1167 in Italien an einer Epidemie)